# 灰喉裸鼻雀
灰喉裸鼻雀（学名：Thraupis sayaca），是雀形目裸鼻雀科的一种鸟类。
灰喉裸鼻雀体重约32.5克，翼长约90.3毫米，嘴峰长约15.5毫米，喙宽度约6.5毫米，喙厚度约7.2毫米，跗蹠长约19.6毫米，尾长约66毫米。灰喉裸鼻雀在其分布区内为留鸟，其栖息在开放的高大树木组成的森林中，食性为草食性。

## 亚种
- ：分布于玻利维亚西北部。
- ：分布于玻利维亚中部和南部至阿根廷西部。
- ：分布于巴拉圭至巴西东部、秘鲁东南部、乌拉圭和阿根廷东北部。[4]